# Walrasovská aukce

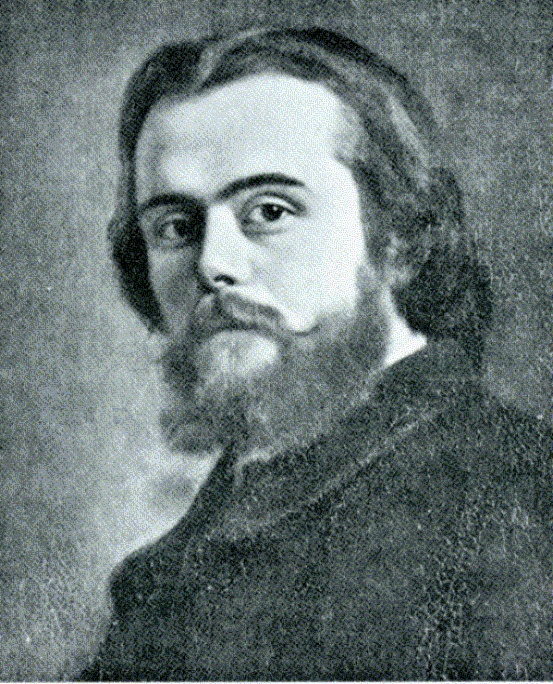
Léon Walras

Walrasovská aukce je dílem švýcarského neoklasického ekonoma z Francie Léona Walrase Marie-Ésprita. Jedná se o jedno z nejstarších schémat obchodování v ekonomické literatuře. Walrasovské principy aukce jsou popsány v díle Základy čisté politické ekonomie z roku 1874. Jedná se o zvláštní typ aukcí, kde se nedraží statky pouze mezi několik nakupujících subjektů, avšak figurují v něm jak subjekty nakupující, tak prodávající a vzájemnou interakcí těchto stran pak dochází k stanovování ceny a výslednému rozdělení statků mezi subjekty. Tento typ aukce vznikl na základě životního díla Walrase teorie všeobecné rovnováhy, při které uplatňoval své matematické pojetí ekonomie. Právě Walras je považován za zakladatele matematické ekonomie a na jeho myšlenkách a matematických modelech Walrasovská aukce stojí. Walras je považován za jednoho ze zakladatelů marginalistické revoluce díky myšlence mezního užitku, na které stojí systém Walrasovské aukce.
Walrasovská aukce tedy místo objektivní nákladové teorie hodnoty využívá subjektivní hodnotu užitečnostní. Důležitým základem pro stvoření Walrasovské aukce pak bylo užití mezních veličin, jakožto mezní užitečnosti. Cílem Walrasovské aukce je dosažení ekonomické rovnováhy tak, aby byla perfektně vyvážena nabídka s poptávkou.Základem Walrasovské aukce je teorie Walrasovské směnné ekonomiky včetně takzvaného procesu takzvaného tápání. Jedná se velmi jednoduchý a velmi specifický model, který je tak určen pro specifické účely.

## Popis fungování modelu
Walrasovská aukce stojí na základech Walrasovské směnné ekonomiky. Jedná se o model, který se za pomocí procesu tápání a v rámci několika předpokladů sám dostane z nerovnováhy do rovnovážného stavu poptávky a nabídky. Předpoklady, na nichž model stojí jsou dokonalé konkurenční struktury trhů, pružnost cen, nulové transakční náklady, maximalizační chování všech zúčastněných subjektů a implicitní předpoklad úplné informovanosti. Dle původního výkladu pak účastníci pouze vyhlašují své nabídky popř. poptávky a směna probíhá až za stavu rovnováhy, tedy za rovnovážné ceny. Za rovnovážný stav se tedy myslí dosažení takového cenového ohodnocení v rámci statků, jež byly mezi subjekty rozděleny, že toto cenové ohodnocení co nejvíce odpovídá hodnotě užitečnosti.
Průběh aukce tak spočívá v tom, že každý účastník aukce určuje vlastní poptávku po statku, kterou poté sdělí dražebníkovi. Walrasovský dražebník se poté snaží za pomocí stanovování cen dosáhnout rovnováhy na trhu. Walrasovská aukce pak může vypadat následovně. Účastníky aukce jsou lidé, kterým byly rozděleny určité statky. Lidé však mají dle svých preferencí různé hodnoty užitků plynoucí z přidělených statků, a tudíž je chtějí na trhu směnit. Z toho důvodu jim byly trhem sděleny ceny, za které se statky mohou směnit. Ceny jsou zde čistě vyjádřením určité hodnoty, jelikož peníze se v této aukci nevyskytují. Statky tak lze směnit pouze za jiné statky s odpovídající cenou. Lidé tedy mohou jimi méně preferované statky chtít směnit za jiné více preferované statky za jim předem známou cenu. Cena je pro ně konečná, a ačkoliv model aukce počítá s její budoucí změnou vzhledem k vyvážení trhu, účastnící svou směnou na ceny nespekulují, zkrátka obchodují opravdu za účelem maximalizace vlastního užitku se stoprocentním spolehem na platnost aktuální ceny. Pakliže bude nabídka vyrovnaná s poptávkou lze dle modelu říci, že se jedná o rovnovážný trh a směna proběhne. Jestliže však nabídka s poptávkou vyrovnány nejsou, směna neproběhne. Dojde k vyhlášení nových cen statků a začíná druhé kolo. Nové ceny se určují na základě toho, zda byl na trhu s daným statkem převis nabídky či poptávky. U zboží s vyšší poptávkou bude cena zvýšena a analogicky u zboží s nedostatkem poptávky bude cena snížena. Takto proces narovnání a očišťování trhu pokračuje, dokud není dosaženo rovnováhy na trhu.

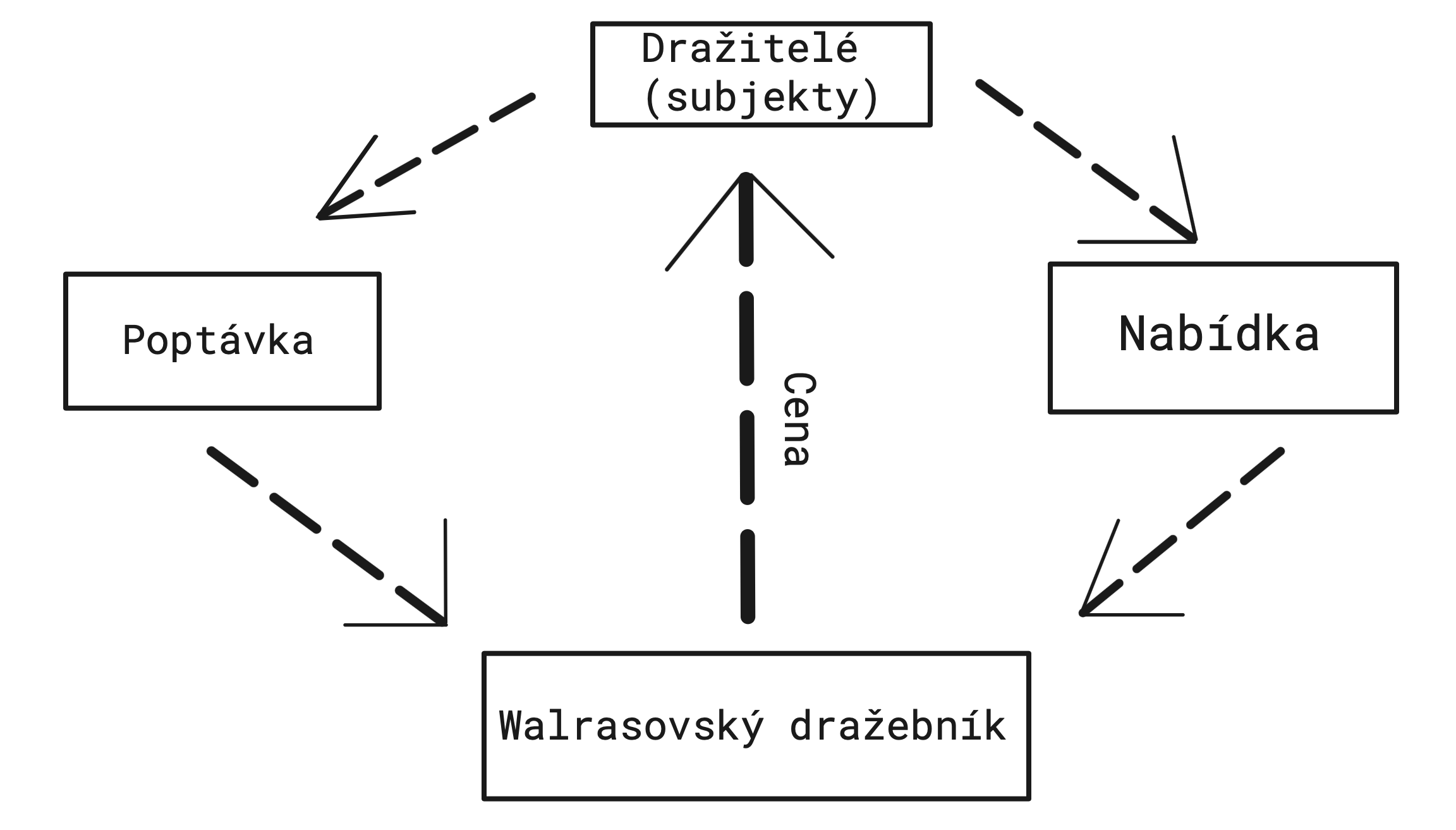
Ilustrativní schéma modelu Walrasovské aukce

## Základní předpoklady procesu tápání
Pro správné fungování Walrasovských aukcí a klíčového procesu tápání je dle Walrase nutné splnit čtyři základní předpoklady.
- Existence pouze jedné ceny v daném čase - V daném čase jsou všechny subjekty seznámeni s aktuální cenou statku a jednají tak, jako by měla být cena konečná a směna za její výši měla proběhnout.
- Existence informačních mechanismů sdělující ceny statku v daném čase - Při aukci je třeba spolehlivě informovat všechny zúčastněné subjekty ohledně ceny statků, a to ideálně při nulových transakčních nákladech. V případě začátku každého kola je také třeba opatření mechanismů pro stanovení ceny. Stanovení ceny probíhá na základě matematických operací zohledňujících rozdíl nabídky a poptávky daného statku.
- Existence mechanismů pro zjištění nabídky a poptávky daného statku za danou času v daném čase - Při aukci musí existovat systém, ve kterém jsou patřičným způsobem zjišťovány veškeré nabídky a poptávky za statky. Na základně nich je pak rozhodováno o rovnovážnosti trhu případně o novém nastavení cen statků.
- Zákaz provádění obchodů a transakcí za nevyvážené ceny - Při Walrasovských aukcích není možné spekulovat, z toho důvodu je zakázána jakákoli komunikace mezi subjekty. Dražitelé mohou pomocí výše zmíněných mechanismů schopni komunikovat pouze s dražebníkem a jemu tak činit nabídky či poptávky po statcích.

## Walrasovský dražebník
Walrasovský dražebník je v rámci modelu Walrasovské aukce subjekt, jehož úkolem je přijímání nabídek k nákupu a prodeji respektive směně statků od dražitelů. Na základě přijatých nabídek je pak jeho cílem vyhodnotit, zda je trh v rovnováze či nikoliv. Pakliže nabídka převyšuje poptávku, popřípadě poptávka převyšuje nabídku, trh v rovnováze není a v takovém případě je úkolem dražebníka na základě rozdílu mezi poptávkou a nabídkou upravit cenové ohodnocení statků tak, aby se v dalším kole nových nabídek trh ideálně dostal do rovnovážného stavu, případně aby se mu co nejvíce přiblížil. Následně opět přijímá nabídky ke směně statků od subjektů, kterým byly v úvodu statky rozděleny. Na základě nich poté opět dochází k rozhodnutí o rovnovážnosti trhu a případně k opětovnému narovnání cen statků. Tímto se tak dražebník snaží nastavit ceny statků tak, aby co možná nejvíce odpovídaly reálné hodnotě jejich užitečnosti pro subjekty v aukci participující.
Charakteristikou Walrasovského dražebníka jsou pak předpoklady, které vychází z modelu Walrasovských aukcí. Totiž, že Walrasovský dražebník disponuje úplnou informací a zároveň u něj neexistují žádné transakční náklady. Walrasovský dražebník je tedy v ideálním případě dle nastavení modelu subjekt, jenž svoji činnost vykonává zdarma, matematicky přesně a se znalostí všech informací. 

## Rozdíl oproti klasickým aukcím
Hlavním rozdílem mezi tradičními aukcemi a těmi Walrasovskými je v množství uskutečněných směn a dynamičnosti. Při Walrasovské aukci směna probíhá až na konci celého procesu narovnávání trhu, tedy až tehdy kdy je nabídka s poptávkou vyrovnaná a směna tak může proběhnout v dané rovnováze. Naproti tomu při klasických aukcích směna probíhá stále dynamicky za různé ceny. Ceny jsou navíc většinou více určené nakupujícím a prodávajícím oproti Walrasovským aukcím, kde cenu nastavuje Walrasovský dražebník.

## Matematické vyjádření modelu
Základní myšlenka Walrasovského modelu směny, na které stojí Walrasovské aukce lze matematicky vyjádřit následně:
Máme H subjektů a n statků. Preference každého subjektu jsou vyjádřeny jako funkce užitečnosti. Každý subjekt tak má svou preferenci označenou jako {\displaystyle u^{h}}. Dále je každý subjekt zpočátku obdařen určitými statky. Tato vybavenost je vyjádřena vektorem {\displaystyle e^{h}}. V obou případech je index h označením pro určitý subjekt, kterého se vybavenost či preference týká. Jelikož vybavenost subjektu značíme vektorem, můžeme individuální vlastnictví i-tého statku h-tým subjektem označit {\displaystyle e_{i}^{h}}. Celkovou agregátní vybavenost všech H subjektů pak můžeme vyjádřit následující rovnicí.
{\displaystyle e_{i}=\sum _{h=1}^{H}e_{i}^{h}}
Ceny statků jsou subjektům předkládány dražebníkem ve formě vektoru p. Na základě tohoto vektoru se subjekty snaží poskládat svůj spotřební koš tak, aby maximalizovaly svůj užitek {\displaystyle u^{h}}. Tento spotřební koš je vyjádřen pomocí vektoru {\displaystyle x^{h}} a omezující podmínkou pro něj je, že jeho cena nesmí překročit rozpočet, kterým subjekt disponuje. Rozpočet subjektu značíme {\displaystyle pe^{h}}. Maximalizace užitku se pak dá formálně zapsat jako:
{\displaystyle \max u^{h}(x^{h})}
Rozpočtové omezení lze pak vyjádřit následovně: {\displaystyle px^{h}\leq pe^{h}}
Řešením této rovnice pak bude spotřební koš xh, ve kterém individuální množství požadovaného i-tého statku subjektu h lze vyjádřit jako {\displaystyle e_{i}^{h}}. Jelikož se takto vymezený spotřební koš nevztahuje na již subjektem vlastněné statky, je nutné spočítat tzv. čistou poptávku subjektů. Čistá poptávka subjektu h po statku i se spočítá jako rozdíl mezi individuálním požadovaným množstvím a množstvím statku i, které má již subjekt h v držení. V případě, že čistá poptávka subjektu je kladná, znamená to, že subjekt chce své vlastnictví statku navýšit. Takto kladnou poptávku pak značíme {\displaystyle \Delta _{i}^{h}}. Je-li naopak čistá poptávka subjektu záporná, subjekt chce své vlastnictví statku snížit, značíme takto negativní poptávku {\displaystyle O_{i}^{h}}. {\displaystyle \Delta _{i}^{h}} nám tedy značí kolik subjekt statku poptává a {\displaystyle O_{i}^{h}} nám značí kolik subjekt statku nabízí. Tímto jsou tak vydefinovány směny, které chtějí jednotlivé domácnosti za dané ceny s danými statky uskutečnit. Z tohoto lze odvodit celkovou tržní poptávku po i-tém statku.
{\displaystyle x_{i}=\sum _{h=1}^{H}x_{i}^{h}}
Walrasovská čistá rovnováha ve směně je interpretována vektorem {\displaystyle p*} a sadou spotřebních košů {\displaystyle x^{h}*} s následujícími náležitostmi:
1. {\displaystyle x^{h}*} je koš, který maximalizuje užitek h-tého subjektu v rámci jeho rozpočtu
2. Trh každého statku je vyčištěn, tj. {\displaystyle x_{i}=e_{i}}, neboli {\displaystyle \sum _{h=1}^{H}x_{i}^{h}=\sum _{h=1}^{H}e_{i}^{h}} pro {\displaystyle i=1,...,n}

Zjednodušeně lze říci, že pro dosažení rovnováhy se celkové poptávané množství statku musí rovnat celkovému nabízenému množství tohoto statku. Vektor {\displaystyle p*} pak vede účastníky k dodržení podmínky nepřesáhnutí vlastního rozpočtu {\displaystyle px^{h}\leq pe^{h}} a dodržení cen stanovených dražebníkem(vektor p). Druhou podmínku pak můžeme z logiky výše popsané a pomocí algebraických úprav přepsat jako:
{\displaystyle \sum _{h=1}^{H}\Delta _{i}^{h}=\sum _{h=1}^{H}O_{i}^{h}} pro statek {\displaystyle i=1,...,n}
Tedy, že celkové množství poptávek statku se rovná celkovému množství nabídek statku na trhu. V takovém případě je nastolena rovnováha a proběhnou směny.
Model Walrasovské aukce využívá především výše zmíněných matematických operací a předpokladů. Teorie Walrasovského modelu směny je pak dále rozvinuta, kdy se snaží do své úvahy zahrnout další faktory v ekonomice jako například výrobní faktory tak, aby více odpovídal realitě. Pro aukce však postačí principy vysvětlené výše.

## Walrasovská aukce v praxi

### Walrasovská aukce na Americkém akciovém trhu
Příklad Walrasovské aukce můžeme v reálném světě nalézt například na akciových trzích. Walrasovský rovnovážný bod se využívá například na burze v New Yorku (NYSE). Burza je zavřená v určité hodiny každý den a stejně tak o víkendu, ale i v těchto časech jsou přijímány objednávky na obchody. Obchody mohou být nákupy i prodeje, avšak mohou být stanoveny za různé ceny. Tyto obchody se však vypořádávají s opětovným otevřením burzy za otevírací cenu. Walrasovské rovnováhy se tu pak využívá ke stanovení právě této otevírací ceny. Otevírací cena se stanovuje na základě ceny, za níž přišlo objednávek nejvíce. Ačkoliv se dnes již metoda používá pouze v této omezené míře, do roku 1873 se pomocí Walrasovského modelu aukce obchodovaly veškeré obchody na této burze.

### Další příklady užití z praxe
Dále se Walrasovských aukcí a jejích principů využívá například s mírně upraveným mechanismem na arizonské, pařížské a bruselské burze či londýnském obchodě s drahými kovy nebo při americkém vydávání pokladničních poukázek.

## Výhody Walrasovských aukcí

### Nízké komunikační náklady - jednoduchost
Díky využití procesu tápání a Walrasovského dražebníka je tento typ aukcí velmi úsporný na transakční náklady pro subjekty. Subjekty v jiných obchodních modelech musejí hledat protistrany k otevření jednání o obchodu. Kupující tak musí vynaložit úsilí při hledání prodávajícího a následně se s ním dohodnout na ceně, prodávající analogicky taktéž. Kdežto u Walrasovských aukcí probíhá komunikace pouze mezi subjektem a dražebníkem a veškerá tato komunikace probíhá takřka ve smyslu toho, zda prodávající za danou cenu prodá či kupující za danou cenu koupí.

### Možnost racionálního uvažování na základě sběru informací
I v takto jednoduchém obchodním modelu je možné o trhu získávat informace a nakládat s nimi a plánovat své budoucí chování. Subjekty mohou například porovnávat ceny, za které směna proběhla s těmi, které byly původně vyhlášeny. Informace o chování trhu v tomto kontextu pak mohou subjektům sloužit k nastavení jejich vlastní politiky podávání nabídek a poptávek. Zároveň může být cennou informací při procesu tápání změna původní ceny, ze které mohou subjekty soudit stav na trhu s daným statkem. V některých aukcích, kdy je možné sledovat počet nabídek či poptávek v rámci své skupiny subjektů, může tato znalost také poskytovat subjektům určitou informaci ohledně vývoje ceny.

## Kritika Walrasovských aukcí

### Kritika Vickreyova
Vickrey upozornil na možnost ovlivnění dražebníka dražiteli v těchto schématech aukcí. Jelikož dražebník upravuje cenu na základě dražitelů, může být při určitém chování jedné či druhé strany výsledná rovnovážná cena ovlivněna v jejich prospěch. Vickrey uvádí, že obě strany mají tendenci inklinovat k ceně nahrávající jejich prospěchu. Kupující se snaží koupit nejlevněji a prodávající prodat nejdráže. Pokud však jedna ze stran je více restriktivní a odmítá se přizpůsobit více než ta druhá, ovlivní tím výsledek aukce. Na popud této kritiky byl uskutečněn experiment ekonomem Adamem Smithem, který tuto skutečnost potvrdil.

### Kritika z pohledu ekonomického pojetí
Ekonomové zastávající jiné než marginalistické pojetí ekonomice a vnímání subjektivity, jako například rakouská škola nemohou daný model přijmout, jelikož stojí celý na základě porovnatelnosti subjektivní užitkové hodnoty jednoho člověka s užitkovou hodnotou druhého. Zároveň by považovali za nemožné tuto užitkovou hodnotu vyjádřit kardinálním číslem. Tímto by tak odmítali samý základ celého modelu, tedy že každý subjekt modelu je schopen vyjádřit svou preferenci statků nějakou číselnou hodnotou. 

## Experiment Adama Smitha
Experiment Adama Smitha zabývající se především Vickreyovou kritikou Walrasovského modelu aukcí spočíval v náhodném symetrickém rozdělení subjektů mezi nákupčí a prodávající. Kupující i prodávající subjekty dostaly informaci o maximální ceně, za kterou mohou nakupovat, respektive prodávat. Dále byly subjekty rozděleny v místnosti příčkou tak aby na sebe prodávající s nakupujícími neviděli a nemohli tak přizpůsobovat své jednání dle protistrany. V tomto bodě se experiment dělí na dvě části, kdy v té druhé skupiny oddělené nejsou a mohou na sebe tak reagovat. Subjekty v první části experimentu měli výhled pouze na svou skupinu a dražebníka. Komunikace mezi subjekty i v rámci jedné skupiny byla pochopitelně zakázána avšak jelikož viděl chování ostatních účastníků v rámci své skupiny, potažmo ve druhé části všech účastníků, mohl tyto informace vzít v potaz. Aukce pak probíhala stanovením ceny statku dražebníkem a následným získáním informace o nabídce a poptávce po statku za tuto cenu. Subjekty tuto informaci přenášeli dražebníkovi pomocí zvedání rukou s lístečkem. Dražebník pak v experimentu vystupoval jako subjekt určující cenu. Po každém kole cenu upravil a vyhlašoval ji pro další kolo, dokud se nabídka nerovnala poptávce. I při mírném přenastavení vstupních parametrů, jimiž byla například i peněžní odměna při případné výhodně uzavřené směně, odměna za transakci, bylo v každém z experimentů bylo dosaženo rovnovážného trhu a nabídka a poptávka byla vyrovnána s vysokou efektivitou avšak odvisle od nastavení na mírně odlišných cenách. Experiment se také zaměřil na porovnání situace při neoddělených skupinách subjektů. Ve všech případech byla rovnovážná cena vždy mírně podhodnocena neboli nakloněna spíše ve prospěch kupujících. Tato možnost ovlivnění Walrasovských a jim podobných obchodních modelů subjekty v ní participujících obsažena v kritice byla tedy experimentem potvrzena.